# Manuela González
Manuela González (Bogotá, Kolumbia, 1977. január 14. –) kolumbiai színésznő.

## Élete és pályafutása
1977. január 14-én született Bogotában. A négy testvér között ő a legfiatalabb. 18 éves volt, amikor édesanyja meghalt. 1997-ben a La mujer en el espejoban debütált. 1999-ben a Me llaman Lolitában a fiatal Lolitát alakította. 2004. június 20-án feleségül ment az argentin forgatókönyvíróhoz, Diego Vivancohoz. 2001-ben elvált férjétől. 2012-ben először játszott webnovellában, a Susana y Elvirában.

## Filmográfia

### Film
- Paper, Scissors, Rock (2004)
- Esperanza Beach .... Julia (2009)

### Televízió
| Év        | Eredeti Cím                                     | Cím               | Szerep                    | Stúdió                                  |
| --------- | ----------------------------------------------- | ----------------- | ------------------------- | --------------------------------------- |
| 1997      | La mujer en el espejo                           |                   |                           | Cenpro Televisión - RTI Producciones    |
| 1998      | Amor en forma                                   |                   | Paulina                   | Columbiana                              |
| 1999      | Verano del '98                                  | Végtelen nyár     | Margarita                 | Telefe                                  |
| 1999      | Me llaman Lolita                                |                   | Lolita Rengifo (fiatalon) | RCN                                     |
| 2000      | La baby sister                                  |                   | Verónica Dávila           | Caracol TV                              |
| 2001      | Solterita y a la orden                          | Egyedül, szabadon | Valeria Daza              | Telemundo - Teleset                     |
| 2001      | El inútil                                       |                   | Miranda Lucía Zapata      | RCN                                     |
| 2003      | Ángel de la guarda, mi dulce compañía           |                   | Carolina Falla            | Telemundo - Caracol TV                  |
| 2004      | La saga, negocio de familia                     |                   | Estella Manrique Angarita | Caracol TV                              |
| 2006      | En los tacones de Eva                           |                   | Lucía                     | RCN                                     |
| 2007      | Mujeres asesinas (epizód:Claudia La Cuchillera) |                   | Claudia                   | RCN                                     |
| 2007-2008 | Novia para dos                                  |                   | Margarita Vega            | RCN                                     |
| 2010      | La bella Ceci y el imprudente                   |                   | Cecilia Ortiz             | Caracol TV                              |
| 2011      | Popland!                                        | Popland!          | Katherina McLean          | MTV - Sony Pictures Television -Teleset |
| 2012-2013 | Susana y Elvira                                 |                   | Susana                    | Mimosa TV                               |
| 2013      | El Señor de los Cielos                          |                   | Lorelay 'Lay' Cadena      | Telemundo - Argos - Caracol TV          |
| 2013      | Contra las cuerdas                              |                   | Helena Díaz               | RCN - Teleset                           |
| 2013      | Mentiras perfectas                              |                   | Catalina Uribe            | Caracol TV - Warner - Teleamazonas      |
| 2014      | El Señor de los Cielos 2.                       |                   | Lorelay 'Lay' Cadena      | Telemundo - Argos - Caracol TV          |
| 2014      | El Chivo                                        |                   | Susana                    | Televisa - RTI                          |

## Színház
- Las Tres Hermanas .... Masha (2006)